# 华南农业大学
华南农业大学（英語：South China Agricultural University），简称华南农大、在广东省一般简称华农，地处中华人民共和国广东省广州市，是中华人民共和国教育部直属，中华人民共和国水利部、中华人民共和国农业农村部和广东省共建的一所全国重点大学，位列“双一流”，入选“基础学科招生改革试点”、“2011计划”、“111计划”、卓越工程师教育培养计划、卓越农林人才教育培养计划、国家建设高水平大学公派研究生项目、中国政府奖学金来华留学生接收院校、国家大学生文化素质教育基地，粤港澳高校联盟、CDIO工程教育联盟成员单位。拥有五山校区和增城教学科研基地。
华农的办学历史可追溯到1909年，起初为广东全省农事试验场附设农业讲习所，正式组建于1952年11月中国高校院系调整时期，时名“华南农学院”，1984年改为现名。华农现在以农业科学和生命科学为优势学科，如今发展目标是成为一所农、工、文、理、经、管、法、艺等多学科协调发展的综合性研究型大学，是华南地区农业类高等学府，是广东省和农业部共建的“省211工程”（非教育部“211工程”）大学，2022年入选为“双一流”建设高校，是現時13所廣東省高水平大學之一。

## 历史沿革
华南农业大学的办学历史十分悠久，最早可溯源至1909年成立的广东全省农事试验场附设农业讲习所，正式组建于1952年中国高等院校调整时期。

### 前身各校
华南农业大学主要由国立中山大学农学院、私立岭南大学农学院和广西大学农学院畜牧系、部分病虫害系组建。

#### 国立中山大学农学院

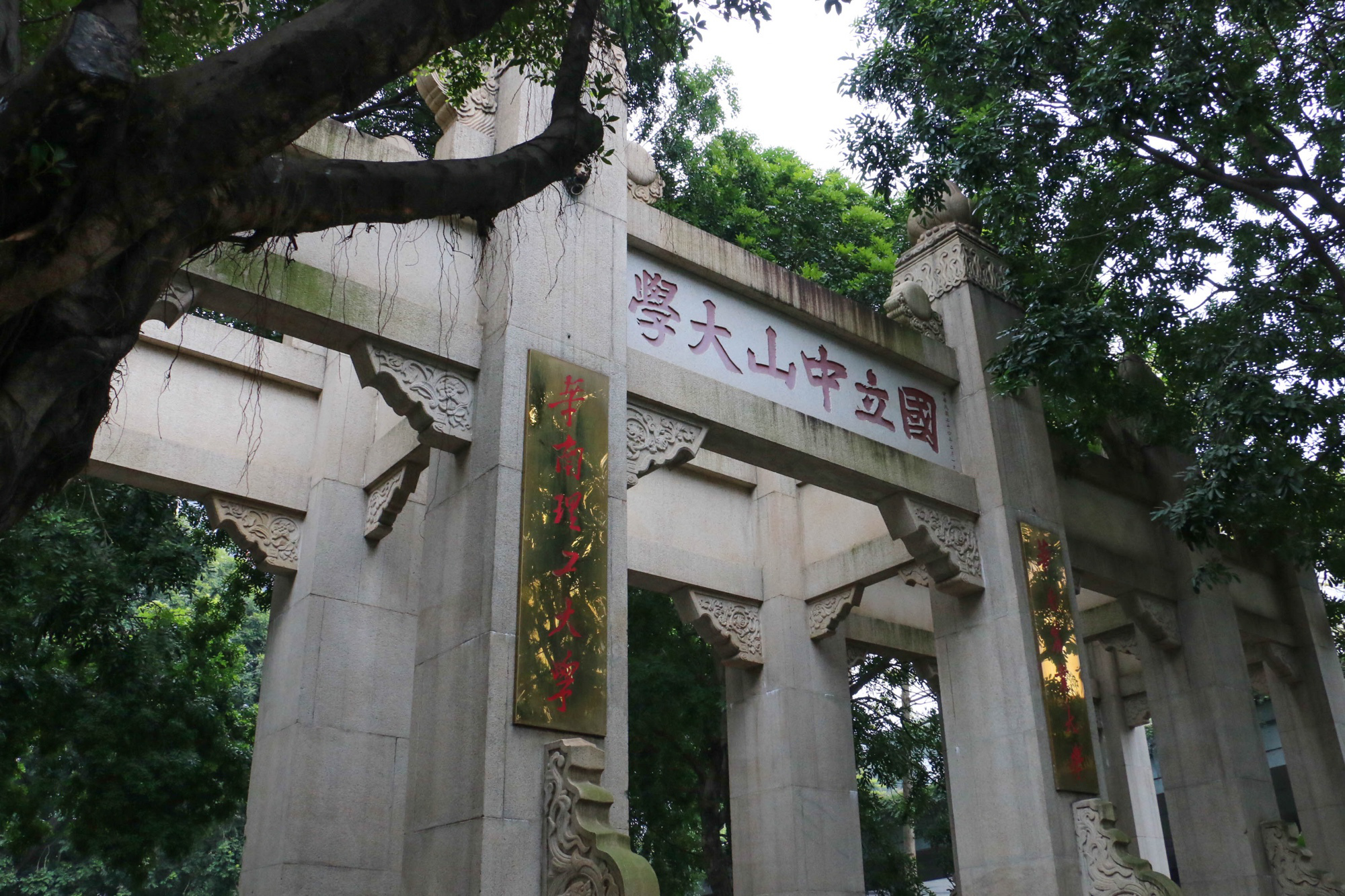
国立中山大学石牌校区正门牌坊

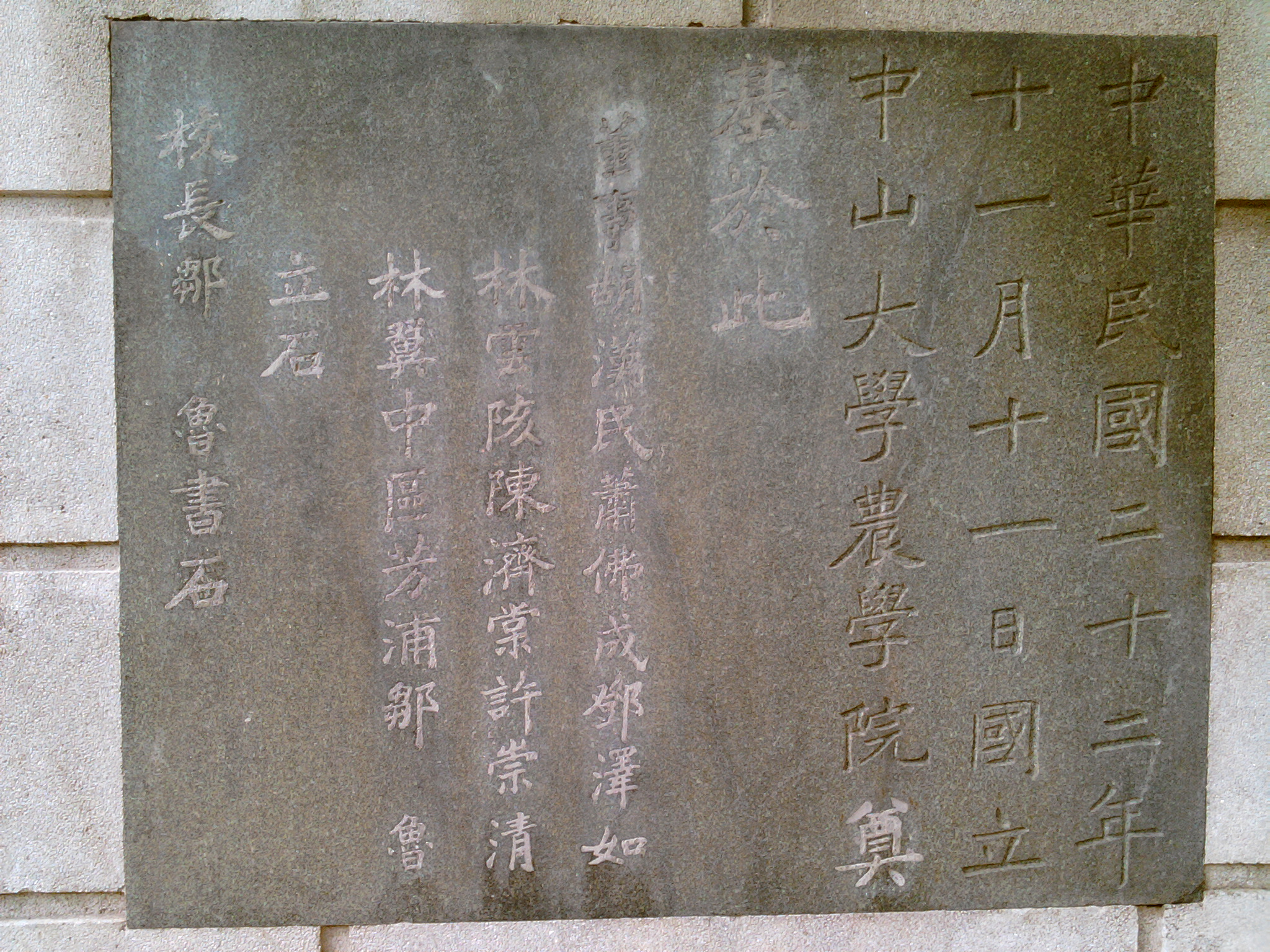
國立中山大学農學院时期奠基石，鄒魯等人名字在文化大革命期間被红卫兵用水泥塗抹。校內多棟舊建築依然能見到被塗文革標語痕跡。

国立中山大学农学院办学历史可追溯至1909年的“广东全省农事试验场附设农业讲习所”，初設於東山石馬崗（今農林上下路一帶）。1911年附設辦理農業、林業講習所。1917年8月，改辦為廣東公立農業專門學校，設有農學科（四年制），由農林試驗場場長黃遵庚兼任校長。1920年6月，由鄧植儀任校長兼農林試驗場場長。1921年8月，增設林學科，學制四年。1924年6月併入国立广东大学，改為下設的農學院。1925年国立廣東大學在石牌五山開闢第二農場。1920年代後期開始，農學院著名學科帶頭人如鄧植儀、丁穎、陳煥鏞、沈鵬飛等教授，重視農業科研及試驗研究，並投入實際農業生產中，成果豐碩，提高了農學院在國內外的學術地位。1926年7月，随国立广东大学更名为国立中山大学，改名為國立中山大學農科。1930年改為国立中山大學農科學院，1931年改為国立中山大學農學院。1931年，国立中山大學在石牌五山籌建新校址，共收用石牌北部土地約3.5平方公里，奠定之後農學院發展基礎。

#### 私立岭南大学农学院
私立嶺南大學方面就始於1917年創立的農學部，1921年改嶺南農科大學，1927年改私立嶺南大學農學院。

### 重组建校

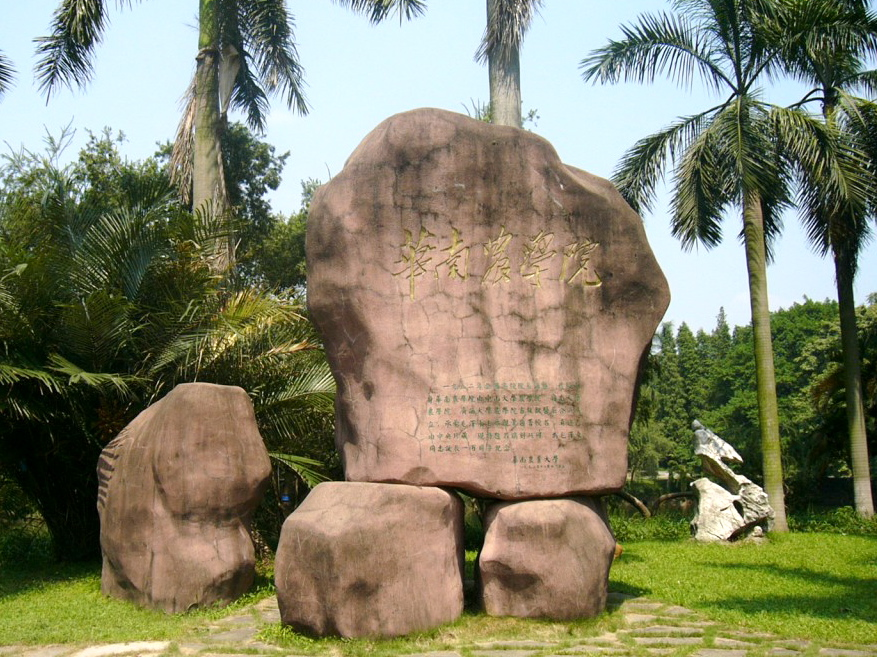
毛泽东亲题之“华南农学院”

1952年，在中国高等院校院系调整时，原國立中山大学农学院、私立岭南大学农学院和國立广西大学农学院畜牧兽医系及病虫害系的一部分被改合并成立“华南农学院”，隶属农业部主管。毛泽东亲笔题写校名。

### 更名大学到现今
輾轉拆分重組，到1984年，改为华南农业大学至今，成为共和国20世纪90年代88所国家重点大学之一。
在2000年的国家高校管理体制改革中，学校由农业部划归广东省主管。2006年于从化成立唯一一家独立学院华南农业大学珠江学院。
2015年，学校进入广东省高水平大学整体建设高校行列。
2020年，正式设立首个中外办学机构华南农业大学广州都柏林国际生命科学与技术学院。
2022年2月，华南农业大学正式入选第二轮“双一流”建设高校及建设学科名单，入选学科为作物学。
|            |            |            |            |                       |            |  |  |                               |                               |                               |                               |                               |                               |  |  | 广东全省农事试验场附设农业讲习所 （1909年） |                                     |                                     |                                     |                                     |                                     |  |  |                                         |                                         |                                         |                                         |                                         |                                         |  |  |  |  |  |  |  |  |  |  |  |  |  |  |  |  |  |  |  |  |
|            |            |            |            |                       |            |  |  |                               |                               |                               |                               |                               |                               |  |  |                                             |                                     |                                     |                                     |                                     |                                     |  |  |                                         |                                         |                                         |                                         |                                         |                                         |  |  |  |  |  |  |  |  |  |  |  |  |  |  |  |  |  |  |  |  |
|            |            |            |            |                       |            |  |  |                               |                               |                               |                               |                               |                               |  |  | 广东公立农业专门学校 （1917年）             |                                     |                                     |                                     |                                     |                                     |  |  |                                         |                                         |                                         |                                         |                                         |                                         |  |  |  |  |  |  |  |  |  |  |  |  |  |  |  |  |  |  |  |  |
|            |            |            |            |                       |            |  |  |                               |                               |                               |                               |                               |                               |  |  |                                             |                                     |                                     |                                     |                                     |                                     |  |  |                                         |                                         |                                         |                                         |                                         |                                         |  |  |  |  |  |  |  |  |  |  |  |  |  |  |  |  |  |  |  |  |
|            |            |            |            |                       |            |  |  | 岭南学校农学部 （1917年）     | 岭南学校农学部 （1917年）     | 岭南学校农学部 （1917年）     | 岭南学校农学部 （1917年）     | 岭南学校农学部 （1917年）     | 岭南学校农学部 （1917年）     |  |  | 国立广东大学农科学院 （1924年11月）         | 国立广东大学农科学院 （1924年11月） | 国立广东大学农科学院 （1924年11月） | 国立广东大学农科学院 （1924年11月） | 国立广东大学农科学院 （1924年11月） | 国立广东大学农科学院 （1924年11月） |  |  |                                         |                                         |                                         |                                         |                                         |                                         |  |  |  |  |  |  |  |  |  |  |  |  |  |  |  |  |  |  |  |  |
|            |            |            |            |                       |            |  |  | 岭南学校农学部 （1917年）     | 岭南学校农学部 （1917年）     | 岭南学校农学部 （1917年）     | 岭南学校农学部 （1917年）     | 岭南学校农学部 （1917年）     | 岭南学校农学部 （1917年）     |  |  | 国立广东大学农科学院 （1924年11月）         | 国立广东大学农科学院 （1924年11月） | 国立广东大学农科学院 （1924年11月） | 国立广东大学农科学院 （1924年11月） | 国立广东大学农科学院 （1924年11月） | 国立广东大学农科学院 （1924年11月） |  |  |                                         |                                         |                                         |                                         |                                         |                                         |  |  |  |  |  |  |  |  |  |  |  |  |  |  |  |  |  |  |  |  |
|            |            |            |            |                       |            |  |  | 岭南农科大学 （1921年）       | 岭南农科大学 （1921年）       | 岭南农科大学 （1921年）       | 岭南农科大学 （1921年）       | 岭南农科大学 （1921年）       | 岭南农科大学 （1921年）       |  |  | 国立中山大学农科学院 （1926年）             | 国立中山大学农科学院 （1926年）     | 国立中山大学农科学院 （1926年）     | 国立中山大学农科学院 （1926年）     | 国立中山大学农科学院 （1926年）     | 国立中山大学农科学院 （1926年）     |  |  |                                         |                                         |                                         |                                         |                                         |                                         |  |  |  |  |  |  |  |  |  |  |  |  |  |  |  |  |  |  |  |  |
|            |            |            |            |                       |            |  |  | 岭南农科大学 （1921年）       | 岭南农科大学 （1921年）       | 岭南农科大学 （1921年）       | 岭南农科大学 （1921年）       | 岭南农科大学 （1921年）       | 岭南农科大学 （1921年）       |  |  | 国立中山大学农科学院 （1926年）             | 国立中山大学农科学院 （1926年）     | 国立中山大学农科学院 （1926年）     | 国立中山大学农科学院 （1926年）     | 国立中山大学农科学院 （1926年）     | 国立中山大学农科学院 （1926年）     |  |  |                                         |                                         |                                         |                                         |                                         |                                         |  |  |  |  |  |  |  |  |  |  |  |  |  |  |  |  |  |  |  |  |
|            |            |            |            |                       |            |  |  | 私立岭南大学农学院 （1927年） | 私立岭南大学农学院 （1927年） | 私立岭南大学农学院 （1927年） | 私立岭南大学农学院 （1927年） | 私立岭南大学农学院 （1927年） | 私立岭南大学农学院 （1927年） |  |  | 国立中山大学农学院 （1931年）               | 国立中山大学农学院 （1931年）       | 国立中山大学农学院 （1931年）       | 国立中山大学农学院 （1931年）       | 国立中山大学农学院 （1931年）       | 国立中山大学农学院 （1931年）       |  |  | 广西大学农学院 畜牧兽医系、部分病虫害系 | 广西大学农学院 畜牧兽医系、部分病虫害系 | 广西大学农学院 畜牧兽医系、部分病虫害系 | 广西大学农学院 畜牧兽医系、部分病虫害系 | 广西大学农学院 畜牧兽医系、部分病虫害系 | 广西大学农学院 畜牧兽医系、部分病虫害系 |  |  |  |  |  |  |  |  |  |  |  |  |  |  |  |  |  |  |  |  |
|            |            |            |            |                       |            |  |  | 私立岭南大学农学院 （1927年） | 私立岭南大学农学院 （1927年） | 私立岭南大学农学院 （1927年） | 私立岭南大学农学院 （1927年） | 私立岭南大学农学院 （1927年） | 私立岭南大学农学院 （1927年） |  |  | 国立中山大学农学院 （1931年）               | 国立中山大学农学院 （1931年）       | 国立中山大学农学院 （1931年）       | 国立中山大学农学院 （1931年）       | 国立中山大学农学院 （1931年）       | 国立中山大学农学院 （1931年）       |  |  | 广西大学农学院 畜牧兽医系、部分病虫害系 | 广西大学农学院 畜牧兽医系、部分病虫害系 | 广西大学农学院 畜牧兽医系、部分病虫害系 | 广西大学农学院 畜牧兽医系、部分病虫害系 | 广西大学农学院 畜牧兽医系、部分病虫害系 | 广西大学农学院 畜牧兽医系、部分病虫害系 |  |  |  |  |  |  |  |  |  |  |  |  |  |  |  |  |  |  |  |  |
|            |            |            |            |                       |            |  |  |                               |                               |                               |                               |                               |                               |  |  |                                             |                                     |                                     |                                     |                                     |                                     |  |  |                                         |                                         |                                         |                                         |                                         |                                         |  |  |  |  |  |  |  |  |  |  |  |  |  |  |  |  |  |  |  |  |
|            |            |            |            |                       |            |  |  |                               |                               |                               |                               |                               |                               |  |  | 华南农学院 （1952年11月）                   |                                     |                                     |                                     |                                     |                                     |  |  |                                         |                                         |                                         |                                         |                                         |                                         |  |  |  |  |  |  |  |  |  |  |  |  |  |  |  |  |  |  |  |  |
|            |            |            |            |                       |            |  |  |                               |                               |                               |                               |                               |                               |  |  |                                             |                                     |                                     |                                     |                                     |                                     |  |  |                                         |                                         |                                         |                                         |                                         |                                         |  |  |  |  |  |  |  |  |  |  |  |  |  |  |  |  |  |  |  |  |
|            |            |            |            |                       |            |  |  |                               |                               |                               |                               |                               |                               |  |  |                                             |                                     |                                     |                                     |                                     |                                     |  |  |                                         |                                         |                                         |                                         |                                         |                                         |  |  |  |  |  |  |  |  |  |  |  |  |  |  |  |  |  |  |  |  |
|            |            |            |            |                       |            |  |  |                               |                               |                               |                               |                               |                               |  |  |                                             |                                     |                                     |                                     |                                     |                                     |  |  | 广东林学院 （1958年-1962年）            |                                         |                                         |                                         |                                         |                                         |  |  |  |  |  |  |  |  |  |  |  |  |  |  |  |  |  |  |  |  |
|            |            |            |            |                       |            |  |  |                               |                               |                               |                               |                               |                               |  |  |                                             |                                     |                                     |                                     |                                     |                                     |  |  |                                         |                                         |                                         |                                         |                                         |                                         |  |  |  |  |  |  |  |  |  |  |  |  |  |  |  |  |  |  |  |  |
|            |            |            |            |                       |            |  |  |                               |                               |                               |                               |                               |                               |  |  |                                             |                                     |                                     |                                     |                                     |                                     |  |  |                                         |                                         |                                         |                                         |                                         |                                         |  |  |  |  |  |  |  |  |  |  |  |  |  |  |  |  |  |  |  |  |
| 湖南林学院 | 湖南林学院 | 湖南林学院 | 湖南林学院 | 湖南林学院            | 湖南林学院 |  |  | 华南农学院林学系              | 华南农学院林学系              | 华南农学院林学系              | 华南农学院林学系              | 华南农学院林学系              | 华南农学院林学系              |  |  |                                             |                                     |                                     |                                     |                                     |                                     |  |  |                                         |                                         |                                         |                                         |                                         |                                         |  |  |  |  |  |  |  |  |  |  |  |  |  |  |  |  |  |  |  |  |
| 湖南林学院 | 湖南林学院 | 湖南林学院 | 湖南林学院 | 湖南林学院            | 湖南林学院 |  |  | 华南农学院林学系              | 华南农学院林学系              | 华南农学院林学系              | 华南农学院林学系              | 华南农学院林学系              | 华南农学院林学系              |  |  |                                             |                                     |                                     |                                     |                                     |                                     |  |  |                                         |                                         |                                         |                                         |                                         |                                         |  |  |  |  |  |  |  |  |  |  |  |  |  |  |  |  |  |  |  |  |
|            |            |            |            |                       |            |  |  |                               |                               |                               |                               |                               |                               |  |  |                                             |                                     |                                     |                                     |                                     |                                     |  |  |                                         |                                         |                                         |                                         |                                         |                                         |  |  |  |  |  |  |  |  |  |  |  |  |  |  |  |  |  |  |  |  |
|            |            |            |            | 中南林学院 （1964年） |            |  |  |                               |                               |                               |                               |                               |                               |  |  |                                             |                                     |                                     |                                     |                                     |                                     |  |  |                                         |                                         |                                         |                                         |                                         |                                         |  |  |  |  |  |  |  |  |  |  |  |  |  |  |  |  |  |  |  |  |
|            |            |            |            |                       |            |  |  |                               |                               |                               |                               |                               |                               |  |  |                                             |                                     |                                     |                                     |                                     |                                     |  |  |                                         |                                         |                                         |                                         |                                         |                                         |  |  |  |  |  |  |  |  |  |  |  |  |  |  |  |  |  |  |  |  |
|            |            |            |            |                       |            |  |  |                               |                               |                               |                               |                               |                               |  |  |                                             |                                     |                                     |                                     |                                     |                                     |  |  |                                         |                                         |                                         |                                         |                                         |                                         |  |  |  |  |  |  |  |  |  |  |  |  |  |  |  |  |  |  |  |  |
|            |            |            |            |                       |            |  |  |                               |                               |                               |                               |                               |                               |  |  |                                             |                                     |                                     |                                     |                                     |                                     |  |  |                                         |                                         |                                         |                                         |                                         |                                         |  |  |  |  |  |  |  |  |  |  |  |  |  |  |  |  |  |  |  |  |
|            |            |            |            |                       |            |  |  |                               |                               |                               |                               |                               |                               |  |  | 广东农林学院 （1970年）                     |                                     |                                     |                                     |                                     |                                     |  |  |                                         |                                         |                                         |                                         |                                         |                                         |  |  |  |  |  |  |  |  |  |  |  |  |  |  |  |  |  |  |  |  |
|            |            |            |            |                       |            |  |  |                               |                               |                               |                               |                               |                               |  |  |                                             |                                     |                                     |                                     |                                     |                                     |  |  | 湖南林学院 （1975年）                   |                                         |                                         |                                         |                                         |                                         |  |  |  |  |  |  |  |  |  |  |  |  |  |  |  |  |  |  |  |  |
|            |            |            |            |                       |            |  |  |                               |                               |                               |                               |                               |                               |  |  |                                             |                                     |                                     |                                     |                                     |                                     |  |  |                                         |                                         |                                         |                                         |                                         |                                         |  |  |  |  |  |  |  |  |  |  |  |  |  |  |  |  |  |  |  |  |
|            |            |            |            |                       |            |  |  |                               |                               |                               |                               |                               |                               |  |  | 华南农学院 （1977年9月）                    |                                     |                                     |                                     |                                     |                                     |  |  |                                         |                                         |                                         |                                         |                                         |                                         |  |  |  |  |  |  |  |  |  |  |  |  |  |  |  |  |  |  |  |  |
|            |            |            |            |                       |            |  |  |                               |                               |                               |                               |                               |                               |  |  |                                             |                                     |                                     |                                     |                                     |                                     |  |  |                                         |                                         |                                         |                                         |                                         |                                         |  |  |  |  |  |  |  |  |  |  |  |  |  |  |  |  |  |  |  |  |
|            |            |            |            |                       |            |  |  |                               |                               |                               |                               |                               |                               |  |  | 华南农业大学 （1984年9月）                  |                                     |                                     |                                     |                                     |                                     |  |  |                                         |                                         |                                         |                                         |                                         |                                         |  |  |  |  |  |  |  |  |  |  |  |  |  |  |  |  |  |  |  |  |

## 学术科研

### 师资力量
截至2020年3月16日，华农有教职工约3374人，其中专任教师2111人（正高级473人，副高级819人）；博士生导师298人，硕士生导师1314人；院士、万人计划等国家级人才78人次，珠江学者、广东省特支计划等省级人才203人次，国家级教学名师/特支计划教学名师4人，国家级教学团队4个。

### 科学研究
目前华农有8个国家级科研平台，分别为亚热带农业生物资源保护与利用国家重点实验室、国家植物航天育种工程技术研究中心、国家生猪种业工程技术研究中心、人兽共患病防控制剂国家地方联合工程实验室、畜禽育种国家地方联合工程研究中心（广东）、国家兽医微生物耐药性风险评估实验室、畜禽产品精准加工与安全控制技术国家地方联合工程研究中心（广东）、国家精准农业航空施药技术国际联合研究中心。
另外有博士后科研流动站11个，教育部重点实验室3个，农业农村部重点实验室9个，农业农村部科学观测实验站3个，农业农村部科研基地2个，国家非洲猪瘟区域实验室（广州）1个（农业农村部），国家技术研发专业中心1个（农业农村部），农业农村部农产品贮藏保鲜质量安全风险评估实验室（广州）1个，自然资源部重点实验室1个，广东省重点实验室15个，广东省工程实验室1个，教育部工程研究中心3个，广东省工程技术研究中心34个，广东省普通高校产学研结合示范基地8个，广东省人文社科重点研究基地2个。
农业农村部植物新品种测试分中心（广州）、农业农村部畜禽产品质量监督检验测试中心（广州）、农业农村部植物及植物用微生物生态环境安全监督检验测试中心（广州）、广东农村政策研究中心、广东省低碳经济和应对气候变化研究中心、广东省质量监督木材及木制品检验站均设在华农校内。

### 学科与排名
2017年12月公布的全国第四轮学科评估结果中，华农的兽医学获评为排名前5%~10%的A-，畜牧学获评为排名前10%～20%的B+，作物学、园艺学、农业资源与环境、植物保护专业获评为排名前20%～30%的B。
截止到2022年1月，华南农业大学有植物学与动物学、化学、农业科学、材料科学、微生物学、生物学与生物化学、环境科学与生态学、工程学、免疫学、药理学与毒理学、分子生物学与遗传学共11个学科领域进入ESI全球学科排名前1%之列，其中動植物科學更進入全球前1‰。2018-2021年，华南农业大学共有12个项目获得科技进步奖、技术发明奖、自然科学奖三类的国家科学技术奖。
学校排名方面，华农在2024年QS世界大学学科排行榜中农学和森林学学科位列世界第41名，在2024年亚洲大学位列世界401-450名；在2024-2025年US News排名中位列第569名（中国大陆第78名），而农业科学学科位列世界第21名；在2023年软科世界一流学科排名中，农学位列全球第6位，兽医学位列全球第6位。

## 组织机构

### 教学单位
华南农业大学大力推进重点学科建设，构建以农业科学为优势、生命科学为特色、多学科协调发展的学科体系，如今设有24个学院（部）。

| - 农学院 - 植物保护学院 - 林学与风景园林学院 - 园艺学院 - 兽医学院 - 动物科学学院 - 资源环境学院 - 海洋学院 - 生命科学学院 - 工程学院 - 食品学院 - 水利与土木工程学院 - 材料与能源学院 - 数学与信息学院 、软件学院（为同一教学单位） | - 电子工程学院（人工智能学院） - 经济管理学院 - 公共管理学院 - 人文与法学学院 - 外国语学院 - 艺术学院 - 马克思主义学院 - 体育教学研究部 - 继续教育学院 - 国际教育学院（广州都柏林国际生命科学与技术学院） |

- 农学院
- 林学与风景园林学院
- 园艺学院
- 资源环境学院
- 工程学院
- 食品学院
- 经济管理学院
- 人文与法学学院
- 水利与土木工程学院
- 外国语学院
- 兽医学院

### 教辅单位
目前华农的教辅单位有：
- 采购招标中心
- 测试中心（实验动物中心）
- 信息网络中心
- 基础实验与实践训练中心
- 图书馆
- 文博馆（档案馆、华南农业博物馆）

### 科研单位
目前华农的科研单位分别为：
- 亚热带农业生物资源保护与利用国家重点实验室
- 国家植物航天育种工程技术研究中心
- 农业农村部植物及植物用微生物生态环境安全监督检验测试中心（广州）
- 农业农村部植物新品种测试（广州）分中心
- 广东农村政策研究中心
- 群体微生物研究中心
- 国家农业制度与发展研究院
- 生物质工程研究院
- 国家精准农业航空施药技术国际联合研究中心
- 中国农业历史遗产研究所
- 国家生猪种业工程技术研究中心
- 广东省畜禽种质资源库

### 附属单位
华南农业大学除了拥有华南农业大学附属小学和华南农业大学幼儿园两所附属学校外，还拥有华南农业大学校医院、中国教育工会华南农业大学委员会、华南农业大学校友会、广东省华南农业大学教育发展基金会、广东华农大资产经营有限公司等附属单位。

## 校园环境

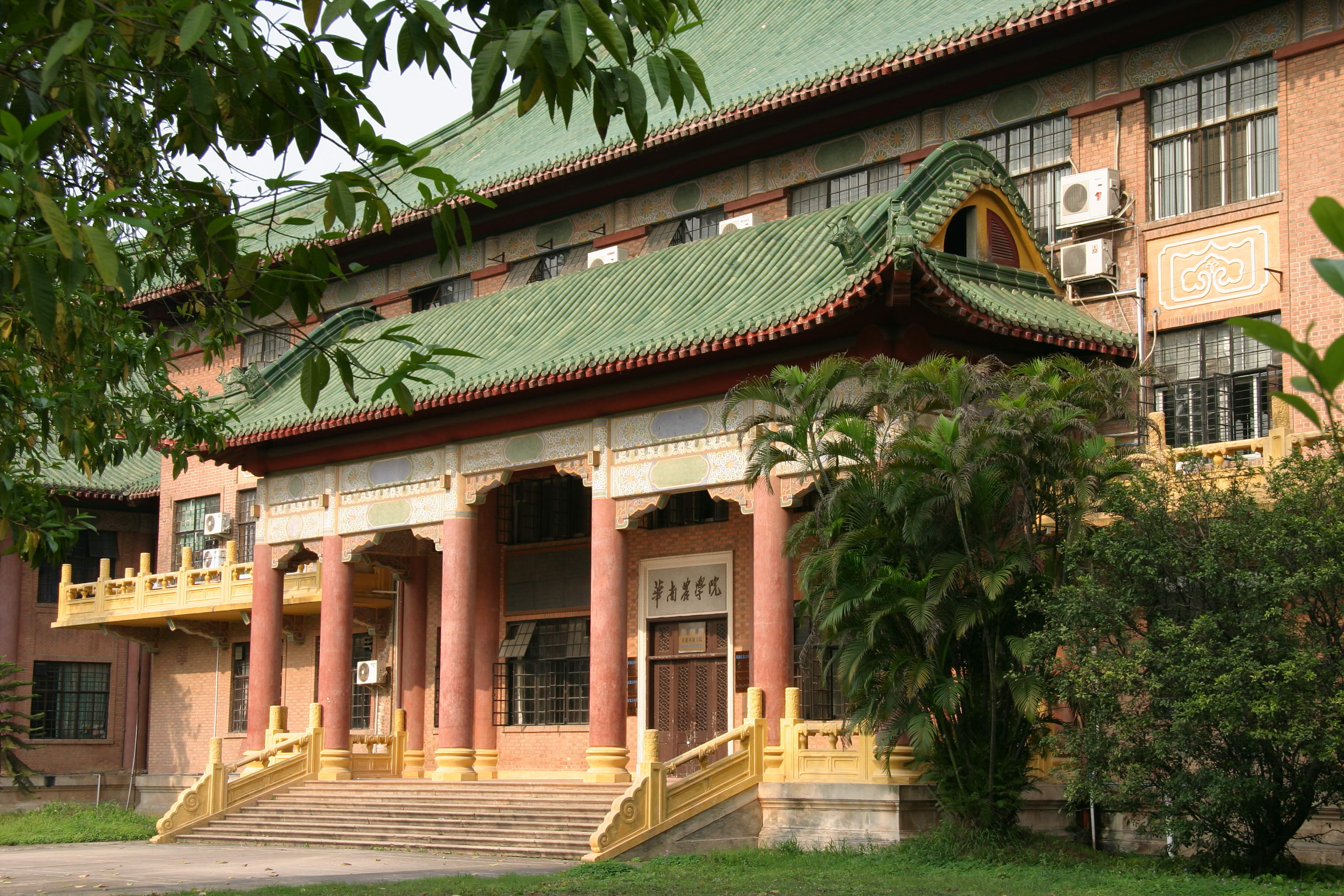
5號樓（曾用作資源環境學院院楼），現為校史館及丁穎紀念館。原國立中山大學理學院生物地質地理教室。

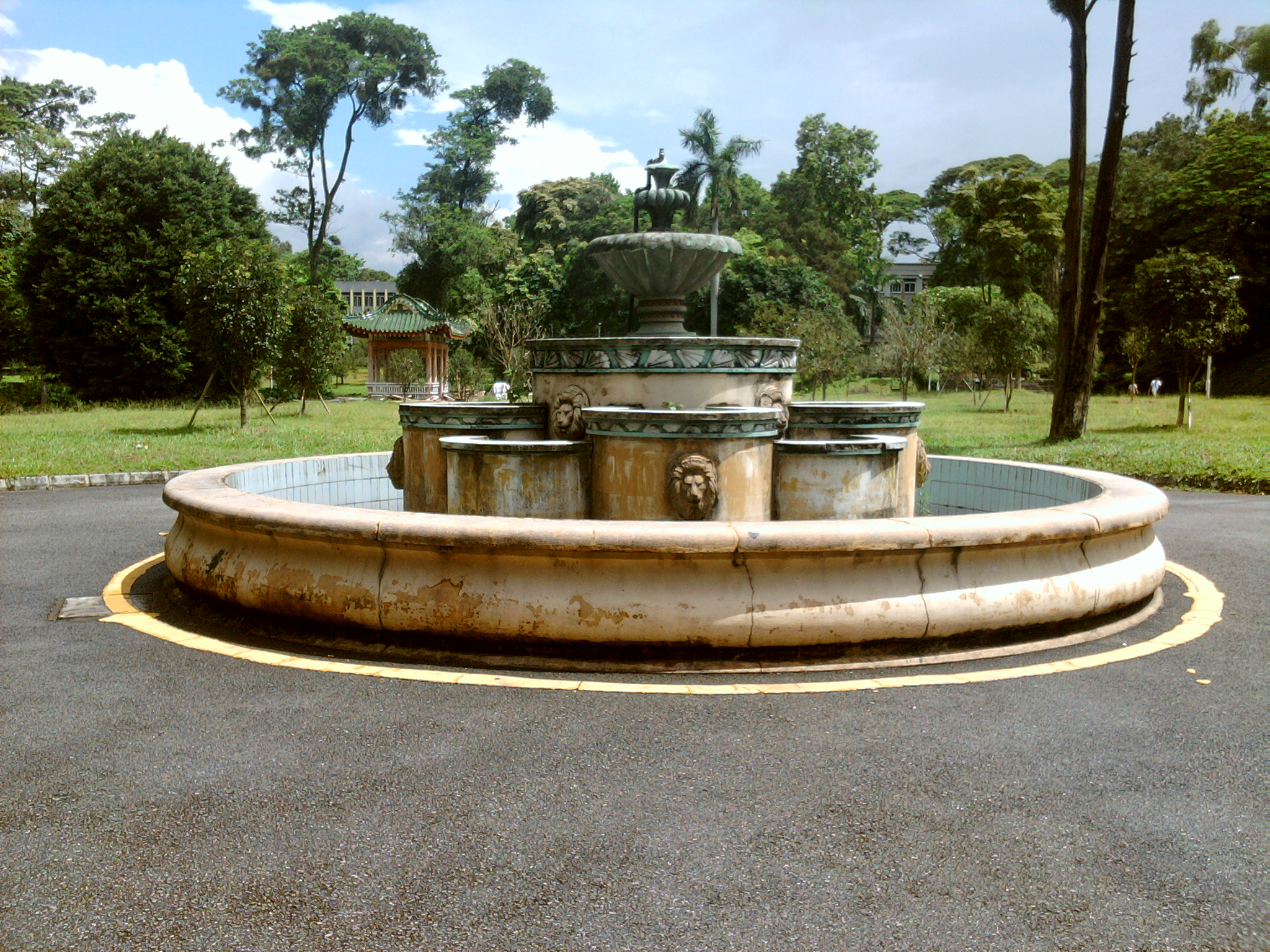
华南农业大学内的狮头喷水池（位于4号楼附近）

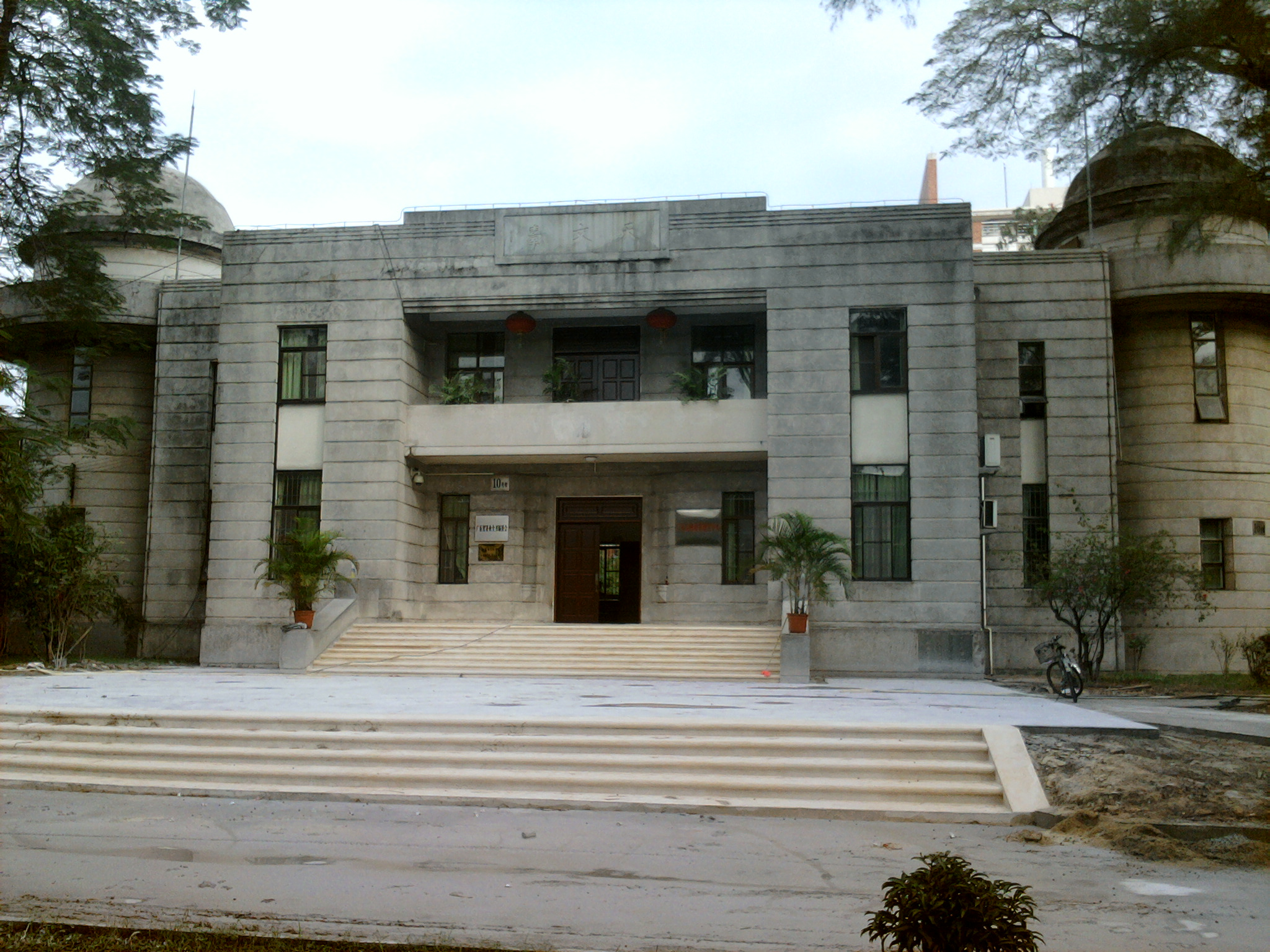
原中山大学旧址天文台

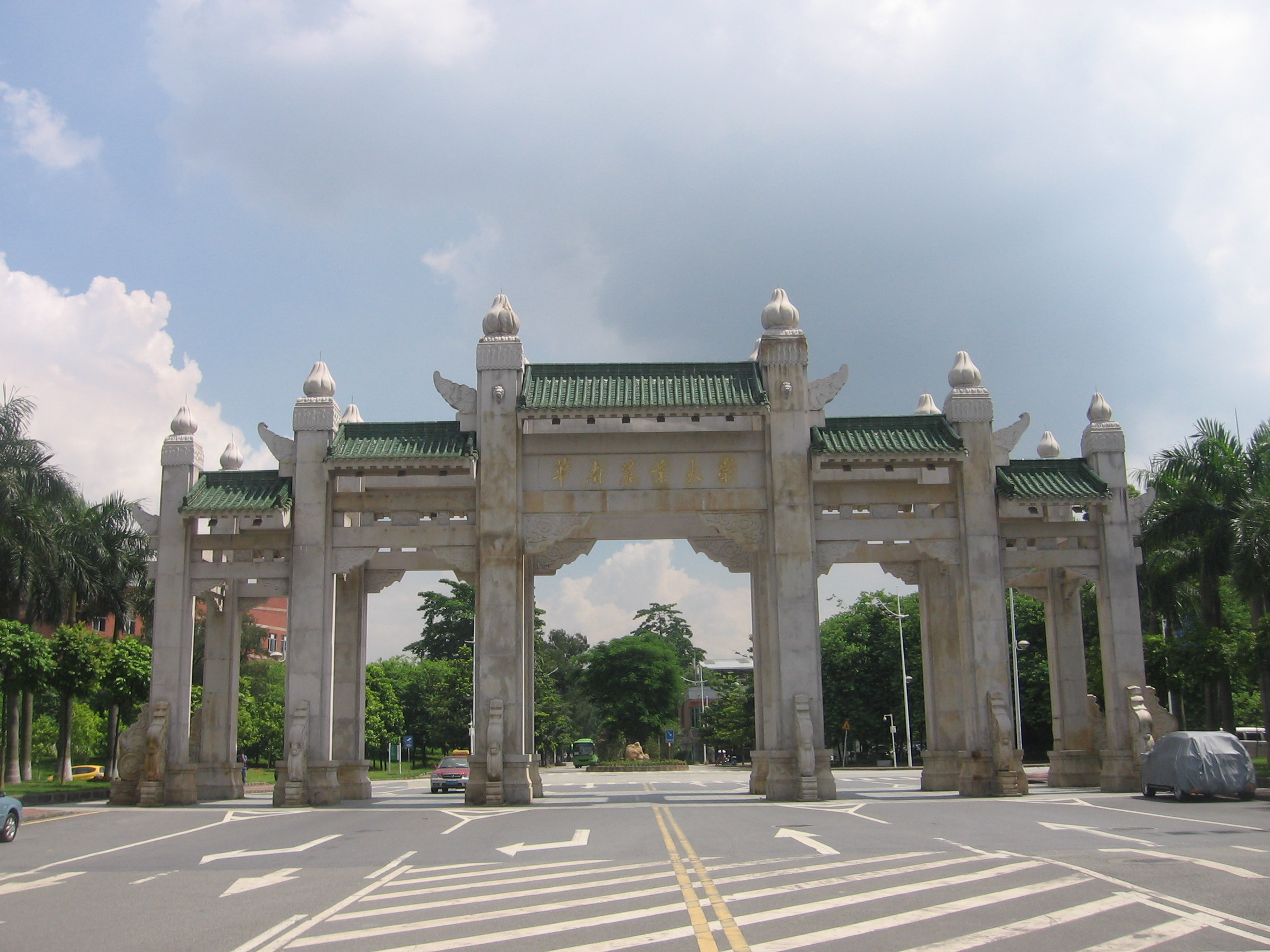
华南农业大学牌坊

华南农业大学拥有土地总面积5.466平方公里，其中位于广东省广州市天河区五山的校本部2.93平方公里，是广州市单块占地面积最大的校园；增城教学科研基地2.536平方公里。
学校建筑总面积145万平方米，主校区与华南理工大学为邻。學校所處的地方原為國立中山大學石牌校園，因此校內仍保留不少原中大極具嶺南風味的舊建築。

### 自然环境
华农校内自然景色与人文景观交相辉映，形成了“五湖四海一片林的紫荆校园”的格局。
“五湖”指的是鄱阳湖（第六教学楼旁）、宁荫湖（艺术学院前）、洪泽湖（西南门入门处）、巢湖和昭阳湖（农学院前）；“四海”指的是竹铭草海（第一教学楼前）、千穗草海（校史馆前）、稻香草海（行政楼前）和茶山草海（牌坊旁）；“一片林”是指树木园，从空中鸟瞰整个校园，校园的森林覆盖率达到60%。
华农校內種有大量宮粉羊蹄甲，每年春天開花之際都会吸引眾多遊客前來觀賞，因此素有“紫荆校园”的美誉。除此以外，校內種植的黃花鈴木、中國櫻、山茶等也有不少遊客前來觀賞。校园内古树众多，在校园中部亦有一个较大的植物园，作为学生学习实践用途。由于校内古今交融，环境优美，因此亦吸引了部分电视剧、电影团队过来借景拍摄，其中何炅执导的青春电影《栀子花开》中有不少镜头都在该校内拍摄。

### 建筑
原中大校園設計，整體佈局是鐘形結構，而華南農業大學現時佈局是佔據了鐘頂部，2、3、4、5號建築後都是按照鐘形佈置，若與現華南理工大學校園內剩餘建築相串連，就會十分完整。
- 2号楼：始建于民国23年（1934）10月19日，原為中山大學農學院農林化學館，現由电子工程学院使用。
- 3号楼：建于民国20年（1931）11月16日，原為中山大學農學院農學館，現由华南农业博物馆筹建办使用。
- 4号楼：是原中山大学理学院物理数学天文教室，现为华南农业大学马克思学院办公楼，建于民国24（1935）10月。位處與華南理工大學的分界牆，與同屬原中大理學院的華工7號樓相比鄰。
- 石坊钟亭：位于华南农业大学4号楼右前方。建于民国23年（1934）。亭为六角攒尖亭，亭高约7米，台阶长约3米，占地面积36平方米。四周被草丛树林包围，风景优美。
- 5号楼：原中山大学的理学院生物地质地理教室 ，现为华南农业大学校史館，建于民国23年（1934）10月19日。这是个风格为中西合璧的宫殿式建筑。校史馆的对面，有一个狮头喷水池，建于民国24年（1935）。该圆形喷水池直径约6米，高约3米。首层为8个错落有致的圆桶，有狮子头喷嘴。圆桶之上有三层莲花喷嘴，造型典雅古朴。
- 16号楼：位于红满堂对面，原是中大的教职员宿舍，華南農學院時期曾做過行政樓和圖書館，2019年改造為華南農業博物館。
- 天文台：始建于民国25年（公元1936年），如今为华南农业大学10号楼，同时是广东农村政策研究中心办公地点。它是一栋灰色、三层高的水泥建筑，建筑上方横额书有繁体的“天文台”三字。建筑体东西对称，大门中开，第三层在大门之上两侧建有两个圆顶的“蘑菇”状建筑。
- 红满堂：红满堂是华南农业大学的历史文化符号、标志性建筑。这是全国首个砖拱建筑，被称为“广东壳”，建于1958年大跃进时期。在当时技术革新浪潮下，华南工学院李淑敏、蔡益铣大胆采用砖拱结构，试验性地建造了红满堂。它700多平方的大厅没用一根柱子，是全国第一个砖拱薄壳建筑。 原建築在1999年被天河區職能部門定為危樓而被清拆，後基於校友強烈訴求，于2009年重建。[30]
- 小五山宿舍區：南門附近的四體學生宿舍樓，原為由著名萬金油大王胡文虎、胡文豹兄弟捐建的男生第六～九宿舍。直到華山宿舍區落成（大概2002年）前為唯一住宿區。外圍有原中大的乙組膳堂，現時是香園咖啡廳。

#### 图书馆

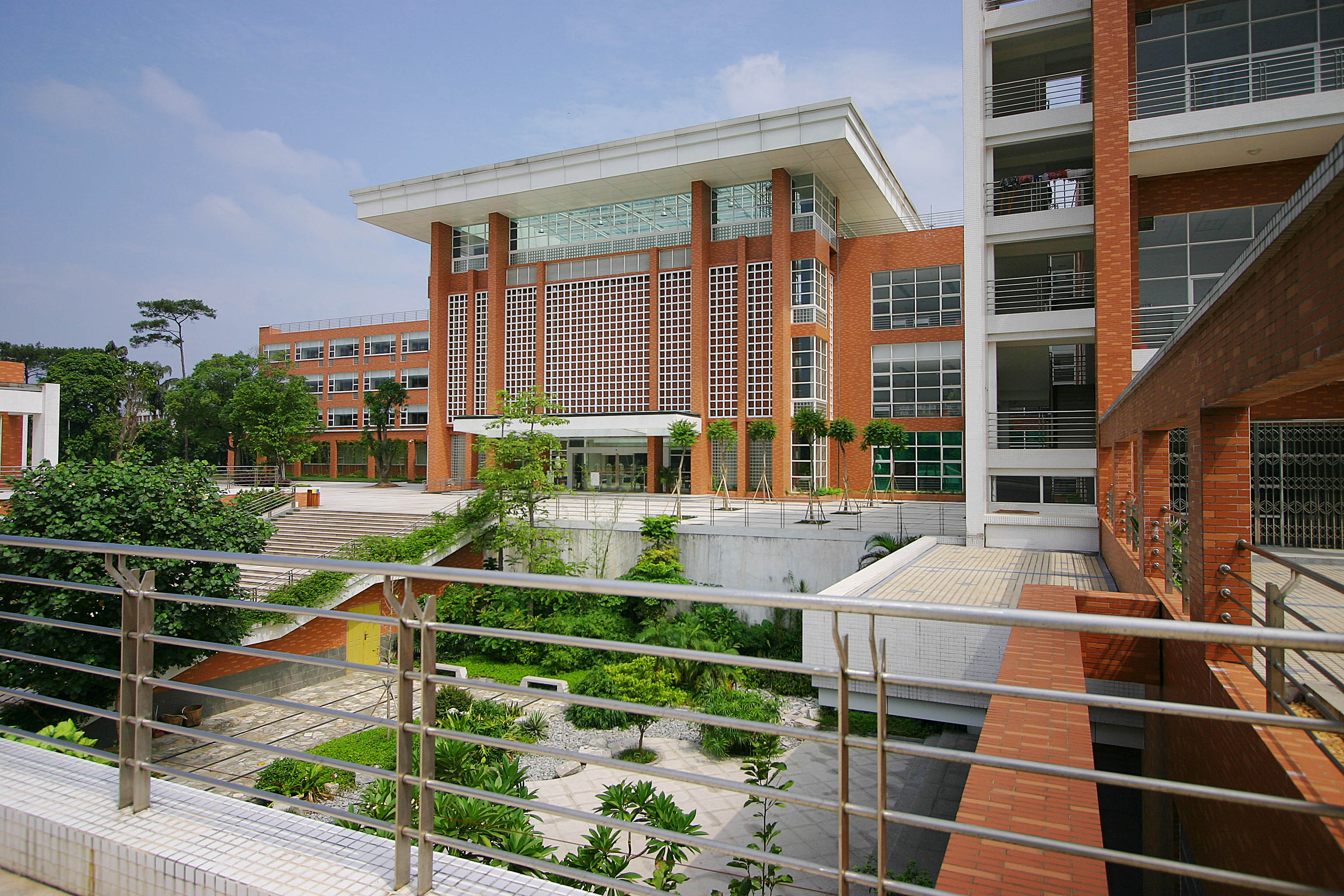
华南农业大学图书馆

图书馆起源于1909年设立的广东公立农业专门学校图书室。现有圖書館馆舍面积3.6万平方米，由总馆、泰山区分馆、启林区分馆和学院资料室构成。图书馆藏书260.53万册。文献资源覆盖农、工、文、理、法、经、管、生物、艺术等多学科，已初步形成了多学科、多载体、以热带、南亚热带农业科学、生物科学文献为特色和优势的文献保障体系。

#### 华南农业博物馆

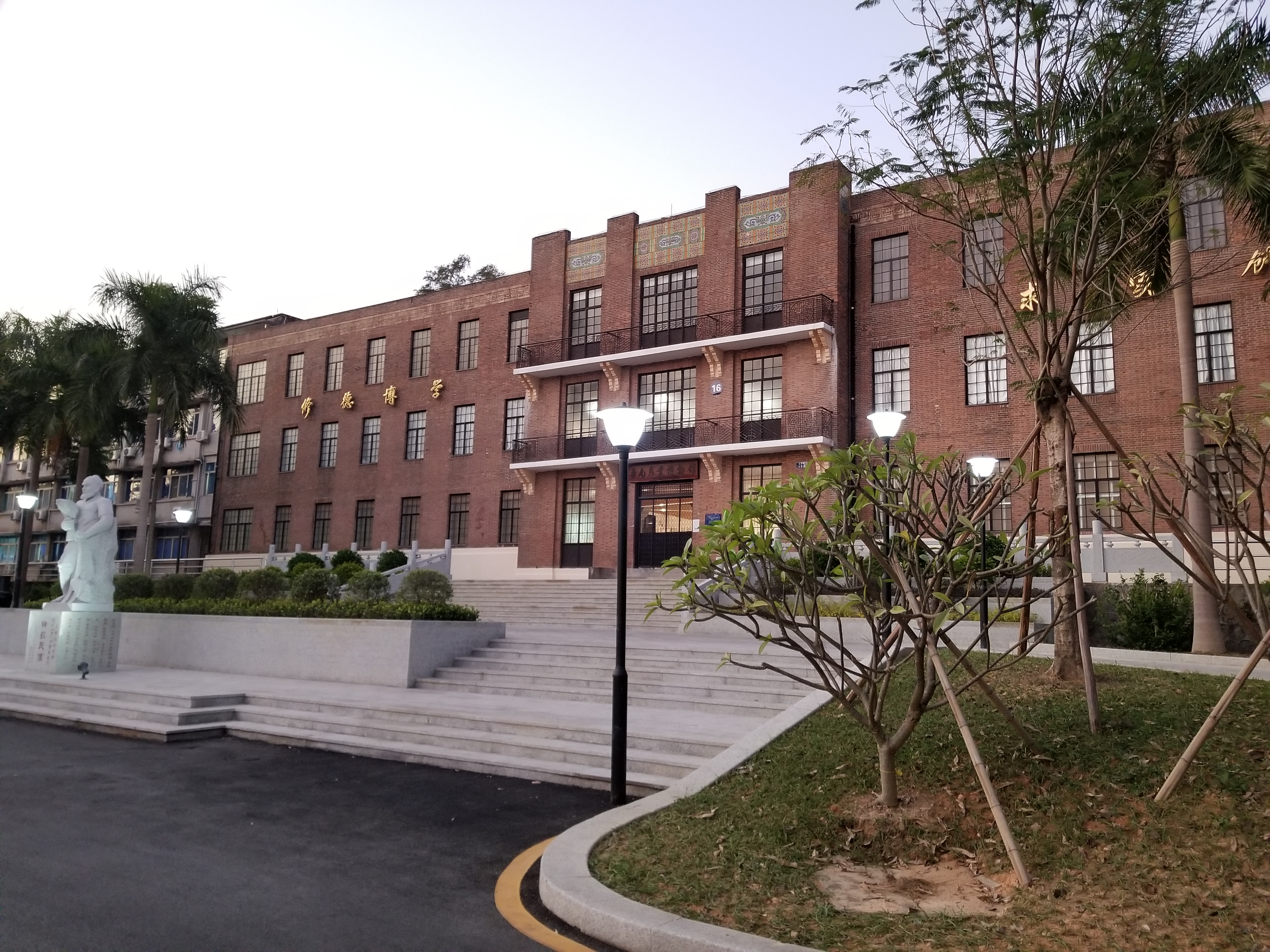
16号楼，现为华南农业博物馆。

2019年11月9日，华南农业博物馆开张，位于华农16号楼，是华南地区唯一以农业和农业自然资源为主题的博物馆，该馆设有广东农业历史、传统农具、土壤与岩石、植物世界、动物世界、昆虫世界、南海海洋生物、林业资源与利用8个展厅，展现热带、亚热带自然资源和广东农业发展历史，探究中国农业与世界农业资源的起源。

### 住宿和饭堂配置
学校为所有录取学生提供学生公寓，但由於校園較大和经多次扩展，學生公寓樓分散於校園各處，本科生住在华山区、泰山区、启林区，研究生住在燕山区，因此校園在各个学生生活区亦设有饭堂、超市便利店、咖啡厅以及西餅屋等众多便利设施。目前校内共有6间饭堂，华山区有西园和绿榕园，泰山区有芷园，启林南区有荷园，启林北区有稻香园，燕山区有莘园。

### 康乐设施
华南农业大学校园活动丰富，在校园内设有学生活动中心、大禮堂、創客空間等，另外還设有田家炳综合训练馆和风雨球场，训练馆内有篮球场、羽毛球场、乒乓球场和健身室等设施。此外建有四个标准塑胶跑道运动场，亦设有两个50米标准游泳池和若干运动场地。学校內也规划建设一个现代化的综合体育馆（华南农业大学体育馆），該館由华南理工大学建筑设计研究院何镜堂院士团队设计、中国建筑第八工程局承建，项目总投资近4.4亿元，总建筑面积52450㎡，包括竞赛馆、训练馆及游泳馆和配套服务功能用房等，主场馆可容纳近8000人，已於2024年7月4日正式建成啟用。
由于离天河市中心较近，且为广州拥有最多学生的单体大学校园，有部分电影路演或体育艺术活动会前往校园进行宣传。2010年和2012年，NBA球星科比·布莱恩特曾两次受邀前来田家炳综合训练馆参与活动；而另一位NBA球星斯蒂芬·科里也在2016年受邀前来田家炳综合训练馆参与活动。

## 校园文化

### 校徽
校徽为圆形，以绿色为标准色，由学校中英文名称和字母“A”、“U”组成。“A”代表AGRICULTURAL，以五条曲线组成，象征学科的多科性和学校的不断改革发展。“U”代表UNIVERSITY，分以两片绿叶抽象的造型，并与“A”的中圆点结合，寓意人才培养、成长成才；图案下方是学校办学起始年份“1909”字样。

### 校歌
2009年华南农业大学百年校庆前夕，学校重新征集并录制了新校歌《金色的理想》，由张岳恒作词、岳晓云作曲。

### 校训
修德 博学 求实 创新。“修德”意指修心养德；“博学”源自《中庸》“五之”，教导人们要广泛地学习；“求实”由成语“实事求是”演化而来；“创新”意为破旧立新。

### 华农酸奶
华农酸奶是由校办企业广州市华农大食品科技有限公司生产的饮料，厂房位于华农启林北区，在广州地区广受好评。在2018年的赏花季，华农酸奶单日售出20万瓶。

### 紫荆文化节
紫荆科技文化节，即校园开放日，定于紫荆花盛开的春季，如今已成为学校的特色活动。该活动目的在于展示学生的科技风采与校园美景，同时每年都吸引一大批游客前来赏花。但近年來，由於遊客過多，校园内车流人流较为拥堵，2018年赏花季单日客流超20万人。为保障教学科研和广大师生及来校人员的安全，从2019年开始学校执行校外车辆预约进校制度进行限流。

### 体育
2020年8月14日，华南农业大学男子篮球队首次夺得CUBA中国大学生二级联赛总决赛冠军。

## 校友

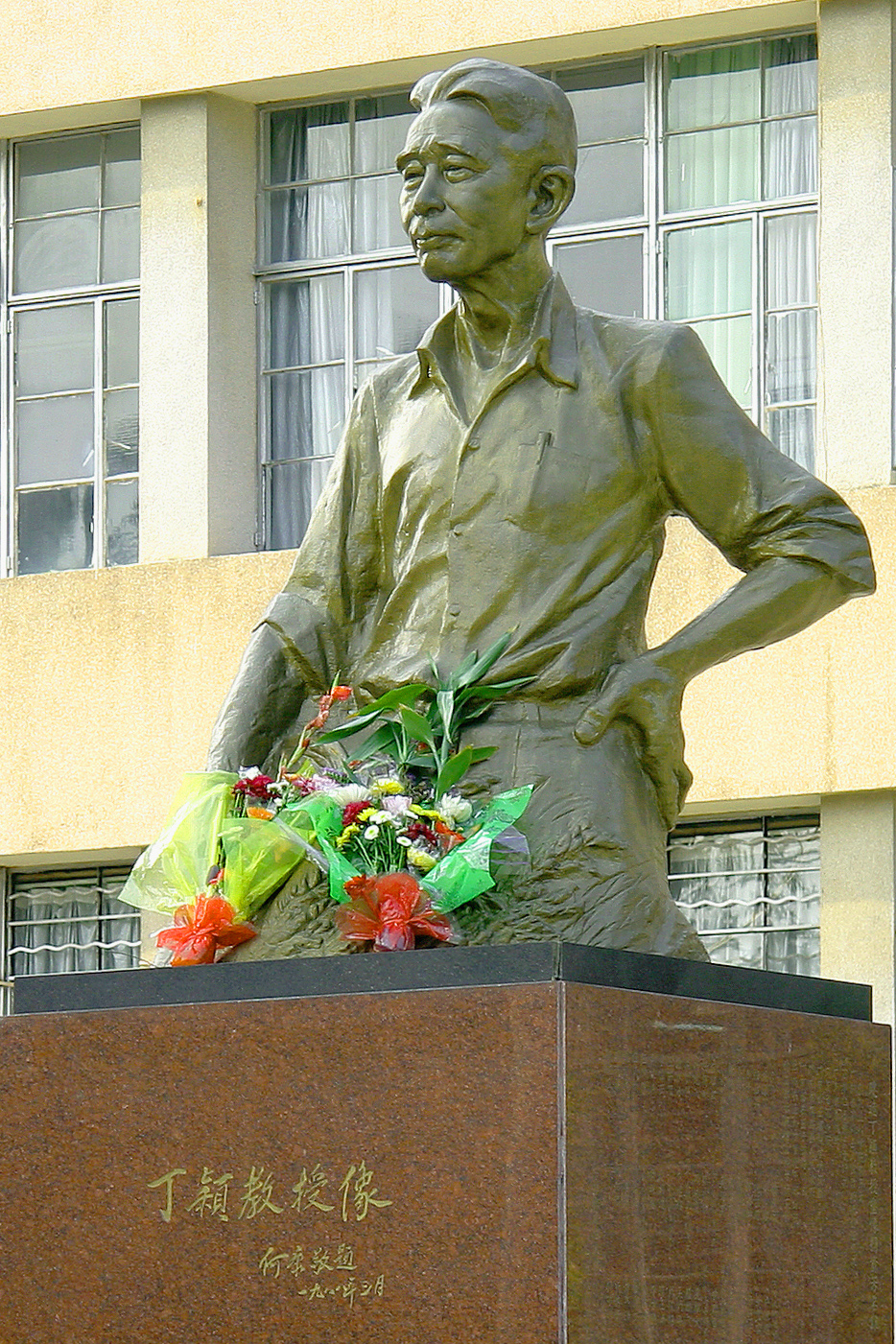
丁颖教授塑像

根据《华南农业大学章程》规定，校友包括在华南农业大学及其前身学习过的毕（肄）业生或工作过的教职工，学校成人高等教育、高等教育自学考试和各种培训班、进修班等毕（结）业人员，学校聘请的名誉教授、名誉博士、客座教授、兼职教授和有关人员。

### 历任校长
| 学校名称                  | 任职时间             | 姓名   | 职务        |
| ------------------------- | -------------------- | ------ | ----------- |
| 华南农学院                | 1955年3月-1964年10月 | 丁颖   | 院长        |
| 华南农学院                | 1966年3月-1968年3月  | 杜雷   | 院长        |
| 文革时期                  |                      |        |             |
| 华南农学院                | 1978年1月-1980年5月  | 杜雷   | 院长        |
| 华南农学院                | 1980年5月-1983年10月 | 赵善欢 | 院长        |
| 华南农学院 → 华南农业大学 | 1983年10月-1995年5月 | 卢永根 | 院长 → 校长 |
| 华南农业大学              | 1995年6月-2006年5月  | 骆世明 | 校长        |
| 华南农业大学              | 2006年5月-2018年12月 | 陈晓阳 | 校长        |
| 华南农业大学              | 2018年12月-2023年9月 | 刘雅红 | 校长        |
| 华南农业大学              | 2023年9月-           | 薛红卫 | 校长        |

## 公共交通

### 校內交通
曾经，华农校园共有3条巴士线路，由广州公交第二巴士提供服务：
1号线：西园饭堂-荷园饭堂
2号线：校园南门-荷园饭堂-校园南门环线
3号线：校园南门-燕山区
而自2023年12月11日起，原校巴下线，“紫荆小巴”上线，开通四条线路，主要用于接驳各宿舍区到学校西南门的乘客，线路也途经各主要教学区：
1. 华山线：西南门-教三西侧-华山8栋-西门
2. 燕山线：西南门-公管学院-音乐楼-燕山1栋-科技楼
3. 启林线：西南门-教六-田家炳-生科学院-教五广场-荷园-启林北桥头
4. 泰山线：西南门-教六-经管学院-教四-泰山9栋

### 校外交通
华农地处广州市天河区，公共交通较便利，市内居民可以乘坐广州地铁到达3号线五山站，A出口即为华南农业大学的西南门；亦可乘坐广州公交到达华农大正门站（靠近华农正门）、汇景北路站（靠近华农泰山区）、五山学生公寓站（靠近华农泰山区）、岑村桥站（靠近华农启林区）。